# AchtNacht
AchtNacht ist ein von The Purge – Die Säuberung inspirierter, im März 2017 erschienener Thriller des deutschen Schriftstellers Sebastian Fitzek. Das bei Droemer Knaur erschienene Buch ist das sechzehnte Werk des Autors.

## Handlung
Der in Berlin lebende Musiker Benjamin Rühmann war vier Jahre zuvor mit seiner Tochter Jule in einen Autounfall verwickelt. Als der Manager seiner damaligen Band im Auto begann, seine Tochter sexuell zu belästigen, verlor Ben die Kontrolle über das Auto und baute einen Unfall, in dessen Folge Jule beide Beine amputiert werden mussten. Während Bens Ehe mit seiner Frau Jennifer in die Brüche ging, zog Jule in eine eigene Wohnung.
Vier Jahre später erhält Ben von Jule, mit der er einen engen Kontakt pflegt, eine Nachricht, dass er möglicherweise in Gefahr sei. Als er daraufhin Jule aufsucht, findet er sie im Innenhof der Wohnanlage vor, wie sie offenbar einen Selbstmordversuch hinter sich hat. Weil sich Jule fortan im künstlichen Koma befindet und er sich dafür verantwortlich macht, beginnt er zu trinken, was schließlich dazu führt, dass er aus seiner aktuellen Band geworfen wird.
Am Abend des 8. Augusts bittet Jennifer Ben, in Jules Wohnung zu kommen. Dort offenbart sie ihm, dass sie Zweifel an Jules Selbstmordversuch hegt, da es Indizien gibt, dass Jule vor der angeblichen Tat nicht allein war. Schockiert von dieser Nachricht begibt sich Ben zum HiFlyer, um nachzudenken, und sieht von diesem sein Gesicht auf der großen Fernsehleinwand eines Hotels. Als er sich dorthin begibt, ist sein Gesicht verschwunden, allerdings erfährt er von einem Hotelgast, dass das ganze wohl etwas mit der „AchtNacht“ zu tun hat. Auf dem Weg zurück zu seiner Wohnung informiert sich Ben in der U-Bahn über die „AchtNacht“: eine „Jagd-Lotterie“ im Internet, bei der man für zehn Euro den Namen einer verhassten Person vorschlagen kann. Am 8. August um 20:08 Uhr wird schließlich ein Name gezogen, woraufhin der „Achtnächter“ für zwölf Stunden vogelfrei ist und an dem von jedem, der sich einen „Jagdschein“ für einen Euro gekauft hat, alle Straftaten inklusive Mord ausgeübt werden dürfen. Der erfolgreiche Jäger erhält daraufhin eine Prämie von zehn Millionen Euro und soll anschließend, wie die Website behauptet, vom Bundespräsidenten begnadigt werden. Als „Achtnächter“ wird jedoch zu Bens Überraschung nicht er, sondern Arezu Herzsprung, eine Psychologiestudentin, aufgeführt.
Diese ist gerade mit einem Taxi zum Rudolf-Virchow-Krankenhaus unterwegs, während sich die Radiomoderatoren darüber streiten, ob die „AchtNacht“ tatsächlich legal sei und ob es wirklich eine Jagdprämie gebe. Außerdem erklären sie, dass die Betreiber der Seite sichergehen wollten, falls sich ein „Achtnächter“ zu gut verstecken sollte, und deshalb zwei Personen ausgewählt hätten. Nachdem Arezu an der Klinik ausgestiegen ist, allerdings vom Taxifahrer erkannt wurde, gibt dieser seine Informationen an seinen Kollegen Dash weiter.
Nachdem Ben vor einer Fahrkartenkontrolle geflüchtet ist, gerät er mit einer Gruppe von Schlägern aneinander, angeführt von Nikolai Vanderbildt, die ihn verfolgen, letztendlich aber von ihm ablassen, nachdem sie an sein Portemonnaie gelangt sind. Durch dieses bekommt Nikolai die Information, dass Bens Tochter im Rudolf-Virchow-Krankenhaus liegt. Als Ben bei sich zu Hause ist, wird er von Jenny kontaktiert, die ihn darüber informiert, dass alle seine Daten, darunter auch seine Adresse, im Internet veröffentlicht wurden und sich regelrechte Jagdgruppen gebildet hätten. Als letzten Ausweg ruft Ben seinen Vater an, der ein ehemaliger Polizist ist und mit dem er schon lange keinen Kontakt mehr hatte, damit dieser ihm einen Beamten zum Schutz organisiert. Kurze Zeit später erhält er einen Anruf vom Krankenhaus, wonach sich der Zustand von Jule rapide verschlechtert habe, weshalb Ben zur nahegelegenen Klinik sprintet. Dort muss er feststellen, dass mit Jule alles in bester Ordnung ist, findet aber in ihrer Hand einen Autoschlüssel. Als Dash, der eigentlich eine Internetseite betreibt, auf die er Videos von Unfällen, Vergewaltigungen und Prügeleien hochlädt, als Polizist verkleidet auftaucht und Ben anscheinend bedrohen möchte, flieht dieser. Als letzten Ausweg nimmt er das Auto, von welchem er den Autoschlüssel in Jules Hand gefunden hat, und entkommt so Dash. Dieser trifft daraufhin auf seinen ehemaligen Videolieferanten Nikolai, mit welchem er beschließt, die „AchtNacht“ zu ihren Gunsten auszunutzen.
Während Ben mit dem Auto auf die Stadtautobahn fährt, wird er von einer Person auf dem Rücksitz erschreckt. Arezu, die ihn mit einer Waffe bedroht, hat vorher auch den falschen Anruf aus dem Krankenhaus getätigt sowie die Autoschlüssel hinterlegt. Nun zwingt sie Ben, zu einem Ort mit einem Computer zu fahren, damit er die „AchtNacht“ beendet. Denn wie Arezu ihm erklärt, hält sie ihn für Oz, der zusammen mit ihr die „AchtNacht“ ins Leben gerufen hat. Was eigentlich als psychologisches Experiment gedacht war, bei dem sie herausfinden wollten, wie viele Menschen sich beteiligen, wenn sie glauben, dass sie tatsächlich eine Person vorschlagen dürfen, lief aus dem Ruder. Oz, dessen wahre Identität Arezu nicht kennt, hat sich nicht an die Absprachen gehalten und am 8. August tatsächlich einen Namen gezogen, anstatt die Seite vorher abzustellen. Arezu hatte ihn noch gebeten, dann wenigsten sie beide auszuwählen, musste nun jedoch feststellen, dass Ben nicht Oz ist.
In Jules Wohnung, zu der sie gefahren sind, warten die beiden nun auf die Ankunft von Martin Schwartz, des Polizisten, den Bens Vater organisiert hat. Als dieser eintrifft, bittet er Arezu und Ben, ihm ihre Handys zu geben, was die beiden auch tun. Ben, der allerdings noch das Handy von Jule bei sich hat, wird auf diesem wenig später von Nikolai und Dash kontaktiert. Nikolai erklärt ihm, sie hätten Jule ein Gift gespritzt, und nur wenn Ben ihre Anweisungen befolge, würden sie ihm nach dem Ende der „AchtNacht“ das Gegengift verraten. Den Anweisungen folgend, bittet er Schwartz zu gehen und kann Arezu überzeugen, mit ihm zu kommen, indem er behauptet, Nikolai wäre Oz gewesen. Anschließend fahren die beiden in Dashs bereitgestelltem Taxi zu einem Bordell, in welchem Ben an einem perversen Spiel mit einer Zwangsprostituierten teilnehmen soll, während er von einer Überwachungskamera gefilmt wird. Die im Auto wartende Arezu wird währenddessen von einer Jagdgruppe erkannt, woraufhin der Mob anfängt, das Auto zu zertrümmern, allerdings flieht, als Arezu einen der Angreifer mit einer Pistole aus dem Handschuhfach des Taxis erschießt. Ben hat sich inzwischen dazu entschlossen, den Anweisungen der Erpresser nicht mehr zu folgen. Während seiner Flucht befreit er die Prostituierte, wobei die Zuhälterin ums Leben kommt. Als er das zertrümmerte Auto ohne Arezu vorfindet, flieht er vor dem ankommenden Mob in die Zwölf-Apostel-Kirche, wo er auch Arezu wieder trifft.
Da der Pfarrer eine Ärztin zur Versorgung der Prostituierten gerufen hat, entscheiden sich Ben und Arezu zu gehen. Dabei bekommt Ben eine neue Aufgabe von Nikolai und Dash, der über die Zerstörung seines Taxis erzürnt ist. Aus diesem Grund fahren Ben und Arezu zum Hauptbahnhof, wo sie allerdings schon von Dash und einer Jagdgruppe erwartet werden. Als diese beginnt, auf Arezu und Ben einzuschlagen, kann sich dieser in einer Nahtoderfahrung daran erinnern, wie er sich selbst für die „AchtNacht“ vorgeschlagen hat, als er am vierjährigen Jahrestag von Jules Unfall betrunken war. In letzter Sekunde werden Ben und Arezu von der Bahnhofspolizei, die von Martin Schwartz alarmiert wurde, gerettet. Bei der Verabschiedung von Schwartz in Jules Wohnung hatte Ben ihm Informationen übermittelt, wodurch Schwartz von der Erpressung erfuhr und daraufhin Ben auf der Spur blieb.
Als Ben später in der Nacht im Krankenhaus aufwacht, informiert ihn Jennifer darüber, dass Arezu sehr schwer verletzt sei. Kurz darauf erhält Ben eine Nachricht von Oz, die ihn anweist, aufs Dach von Jules Studentenwohnheim kommen soll, um die ganze Sache zu beenden. Auch Dash und Nikolai erhalten diese Nachricht und begeben sich zum angegebenen Ort. Dort stellt Oz den beiden eine Falle, indem er eine Nachricht veröffentlicht, die besagt, dass die Jagdprämie von zehn Millionen Euro im Auto der beiden sei. Als daraufhin mehrere Jäger über das Auto herfallen, kommt Dash ums Leben, während Nikolai verletzt wird. Dieser begibt sich anschließend zum Dach des Studentenwohnheimes, wo sich bereits Ben und Oz befinden. Wie sich herausstellt, ist Oz eine multiple Persönlichkeit von Arezu, die nach einem traumatischen Erlebnis in deren Kindheit entstanden ist. Arezu, die Jule schon länger kannte, bat diese um Hilfe, um herauszufinden, wer Oz ist. Als Jule diesem auf die Schliche kam, täuschte er Jules Selbstmord vor und wählte später Ben als „Achtnächter“ aus, da dieser Zweifel am angeblichen Suizidversuch hegte. Als nun Nikolai auf dem Dach erscheint, kann Ben aufgrund einer seiner Tätowierungen herausfinden, welches Gift Jule gespritzt wurde, und informiert das Krankenhaus, bevor er sich und Nikolai in die Tiefe stürzt, um endlich Verantwortung zu übernehmen. Oz schafft es noch, eine Mail mit den Informationen zum Erhalt der Jagdprämie an den erfolgreichen Jäger, Ben, zu schicken, bevor er von Martin Schwartz, der von Jennifer informiert wurde, überwältigt wird.
Einen Monat später ist Jule aus dem Koma erwacht und wird zusammen mit ihrer Mutter über den großen Nachlass ihres Vaters informiert. Wie sich herausstellt, ist Ben noch am Leben, da sein Sturz von Nikolais Körper abgefangen wurde, sitzt allerdings im Rollstuhl. Schwartz half ihm dabei, eine neue Identität anzunehmen, und nun möchte Ben wieder mit Jennifer und Jule zusammenleben. Arezu befindet sich hingegen in einer Psychiatrie und ist immer noch auf der Suche nach Oz.

## Figuren
- Benjamin „Ben“ Rühmann: „Achtnächter“, auf dessen Kopf in der „AchtNacht“ 10 Millionen Euro ausgesetzt sind.
- Arezu Herzsprung / Oz: „Achtnächter“, auf deren Kopf ebenfalls 10 Millionen Euro ausgesetzt sind. Zusammen mit ihrer multiplen Persönlichkeit „Oz“ ist sie die Initiatorin der „AchtNacht“.
- Jule Winter: Tochter von Ben und Jennifer, die bei einem Unfall vor vier Jahren ihre Beine verlor. Nachdem sie nun einen Selbstmordversuch hinter sich hat, der allerdings von Oz inszeniert wurde, liegt sie im künstlichen Koma.
- Dash: Betreiber einer Internetseite, auf der Videos von Unfällen, Vergewaltigungen und Prügeleien hochgeladen werden.
- Nikolai Vanderbildt: Schläger und ehemaliger Geschäftspartner von Dash, mit dem er sich zusammentut, um die „Achtnächter“ zu jagen. Außerdem erpresst er Ben, wobei er Jule, der er ein Gift gespritzt hat, als Druckmittel benutzt.
- Martin Schwartz: ehemaliger Einsatzleiter beim SEK und verdeckter Ermittler, der zum Schutz von Ben und Arezu angeheuert wird und später Oz überwältigt.
- Jennifer „Jenny“ Winter: ehemalige Frau von Benjamin, die sich nun von diesem scheiden lassen möchte.

## Rezeption
Das Buch schaffte es Ende März 2017 auf Platz 1 der Spiegel-Online-Bestsellerliste und ist der meistverkaufte Roman des Jahres 2017.
Ute Esken vom Audible Magazin fand, dass in AchtNacht wieder die für Fitzek typischen Cliffhänger, hohe Spannungsbögen und psychologische Falltüren vorhanden seien. Er lege falsche Spuren, werfe immer neue Rätsel auf und verwirre so den Leser enorm, wobei er teilweise zu sehr übertreibe. Neben kleineren Lögiklöchern sei die einzige wirkliche Schwachstelle, so Esken, das einfallslose und vorhersehbare Ende.
Die Seite Buecherserien.de gibt an, die Geschichte wirke an einigen Stellen zu konstruiert, sei aber dennoch spannend, da sie in einem hohen Tempo mit vielen Perspektivwechseln erzählt werde. Die Protagonisten seien hingegen zu kompliziert, weshalb sie weitestgehend flach bleiben und zudem an andere Charaktere aus vorigen Romanen von Fitzek erinnern würden. Allerdings wird die in die Handlung eingearbeitete Sozial- und Gesellschaftskritik positiv hervorgehoben. Als Fazit wird gezogen, AchtNacht sei nicht der stärkste Roman von Fitzek, allerdings auch nicht schlecht.
Michael Bauer von Hitchecker.de findet, die einzelnen Kapitel seien angenehm kurz und würden sich von einem spannenden Moment zum nächsten hangeln. Allerdings merkt auch er an, die Protagonisten seien viel zu eindimensional und würden eher Charakteren aus Seifenopern ähneln. Fitzek nutze die spannende Thematik nur als Grundlage für eine altbekannte „Auf-der-Flucht“-Geschichte, bei der vor allem das unglaubwürdige Ende enttäusche, da Fitzek es sich viel zu einfach mache.

## Textausgabe
- Sebastian Fitzek: AchtNacht. Knaur Taschenbuchverlag, München 2017, 416 Seiten, ISBN 978-3-426-52108-3